# لاوروف ۲۳۵۴
سیارک ۲۳۵۴ (به انگلیسی: 2354 Lavrov، نامگذاری:1978PZ3) دو هزار و سیصد و پنجاه و چهارمین سیارک کشف شده‌است که در ۹ اوت ۱۹۷۸ کشف شد.
قدر مطلق سیارک برابر ۱۱٫۸۰ است.